# Universam
 (septembre 2018).
Si vous disposez d'ouvrages ou d'articles de référence ou si vous connaissez des sites web de qualité traitant du thème abordé ici, merci de compléter l'article en donnant les références utiles à sa vérifiabilité et en les liant à la section « Notes et références ».
 (mai 2018).

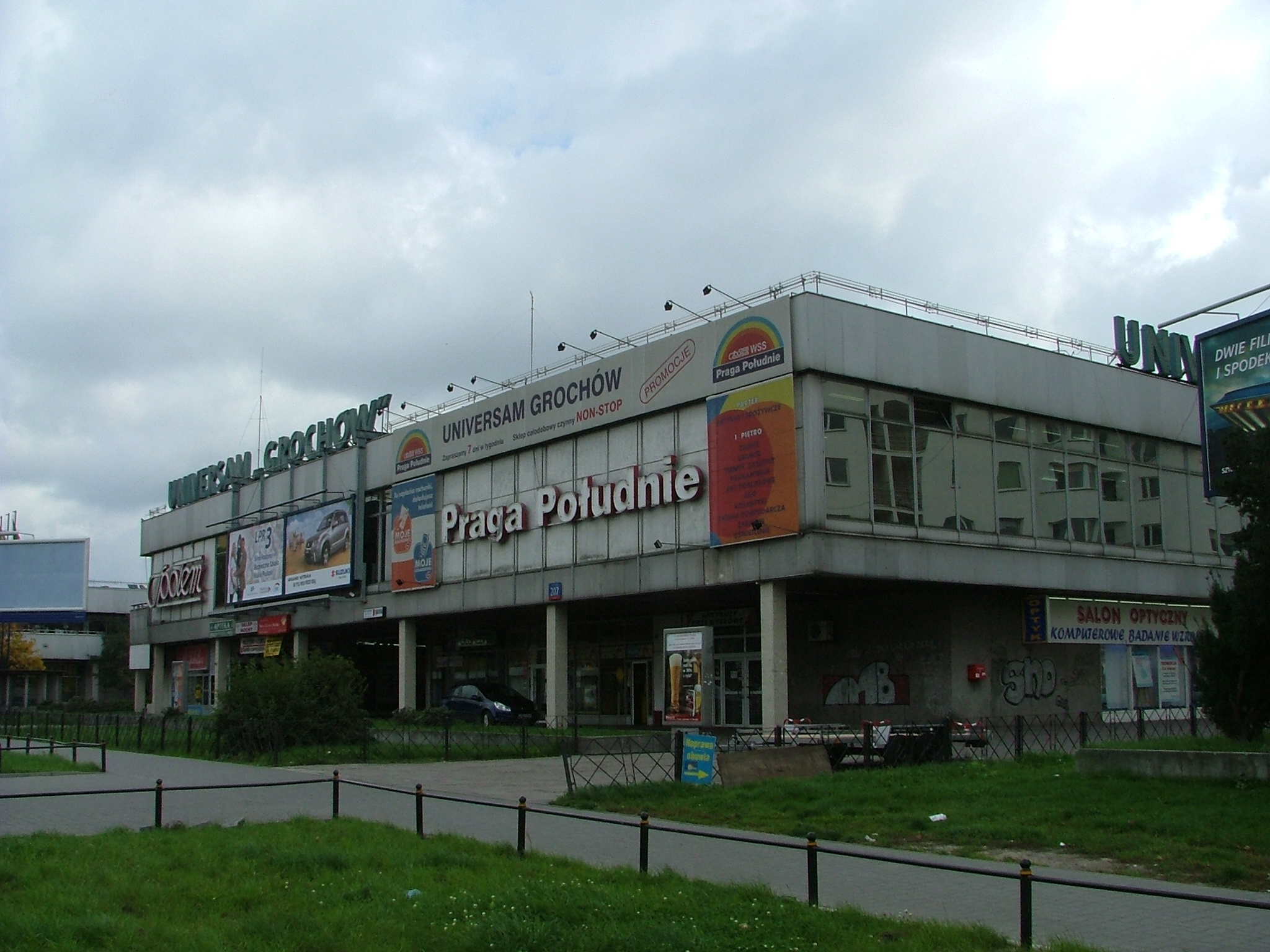
Universam "Grochów", Varsovie, Pologne

L’universam (du russe универсальный самообслуживания магазин, littéralement « magasin universel en libre-service ») est un type de magasin alimentaire soviétique des années 1970-1980. Il se caractérise par une surface moyenne et un choix restreint de produits de différentes catégories.

## Description
Le premier universam à être inauguré en URSS est l'Universam Frouzenski à Saint-Pétersbourg, en 1970. L'aspect libre service indiqué par le nom ou l’appellation populaire des années 1980 (сам-бери, litt. « Prends toi-même ») est une nouveauté par rapport à l'épicerie traditionnelle. 
Les universam se sont développés dans des bâtiments, généralement sans étage et hors immeuble mais en centre-ville, et marquent les paysages urbains soviétiques.
L'intérieur des magasins se caractérisait par des rayons large, des présentoirs métalliques occupés généralement par un seul type de produit, et l'abondance des gros bocaux en verre contenant jus et marinades. L'absence de variété pour un même produit s'explique par les caractéristiques de l'économie de l'URSS.
Des magasins au choix plus restreint se sont développés dans les zones résidentielles, les gastronom, ainsi que différentes boutiques dédiées à un seul produit (moloko pour les produits laitiers, boulotchnaïa pour la boulangerie, les poissonniers, les primeurs).
Les univermag (Универсальный магазин) sont, eux, l'équivalent des grands magasins, à l'instar du Goum ou du Tsoum de Moscou.

## Années 1990-2000
Les universam en général se sont mués en supérettes ou en supermarchés par l'apport des produits issus de l'ouverture des marchés. Les bâtiments conservent cependant parfois l'enseigne universam.
En Russie, les universam sont remplacés progressivement par des supermarchés (supermarket) et des hypermarchés (guipermarket), parfois gérés par des chaînes (Kopeïka (ru), Pyatyorotchka (ru) etc). 

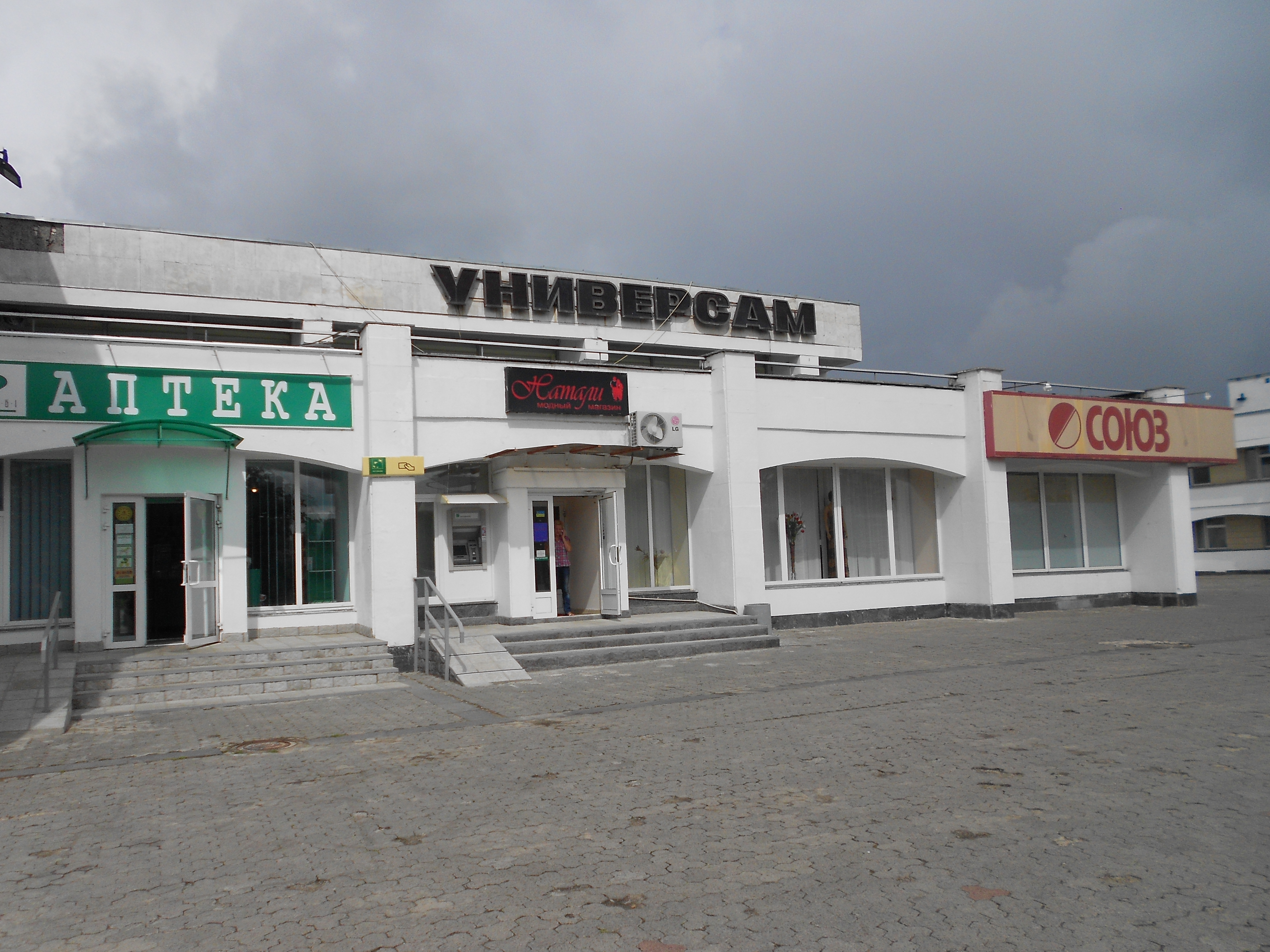
Universam de Slavoutytch, Ukraine.
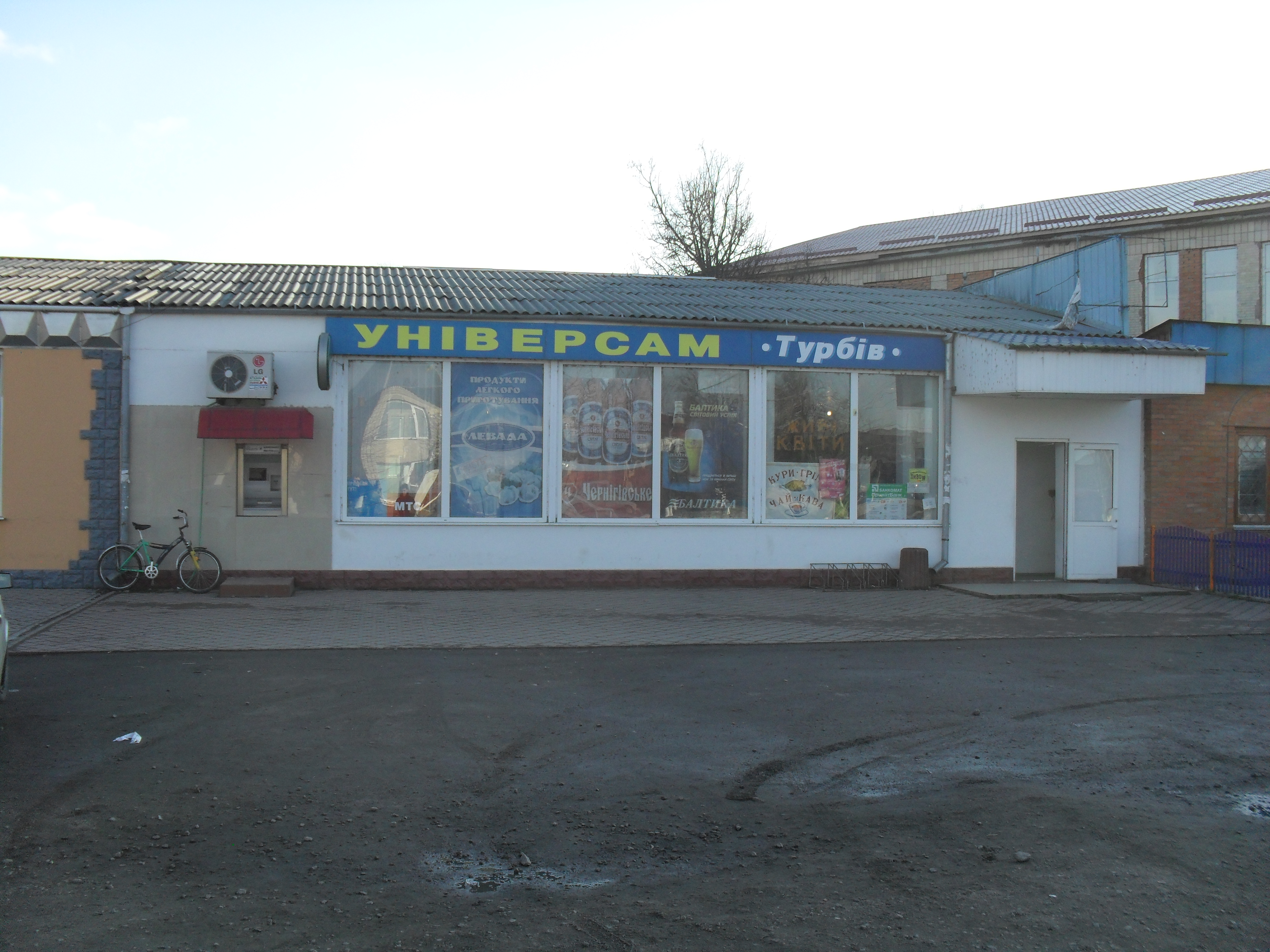
Universam de Tourbiv, Ukraine.
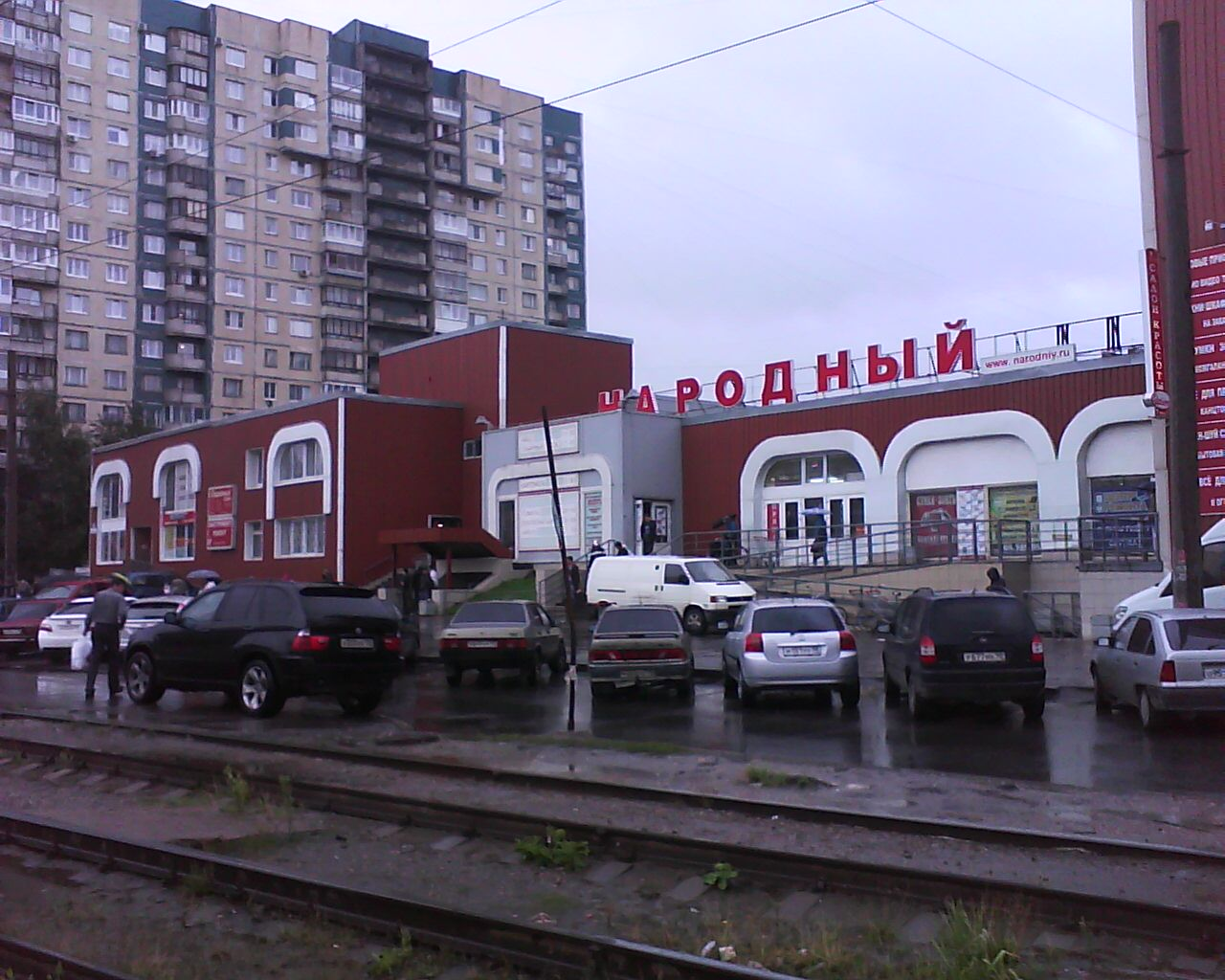
Universam "Narodnyi", Saint Pétersbourg.
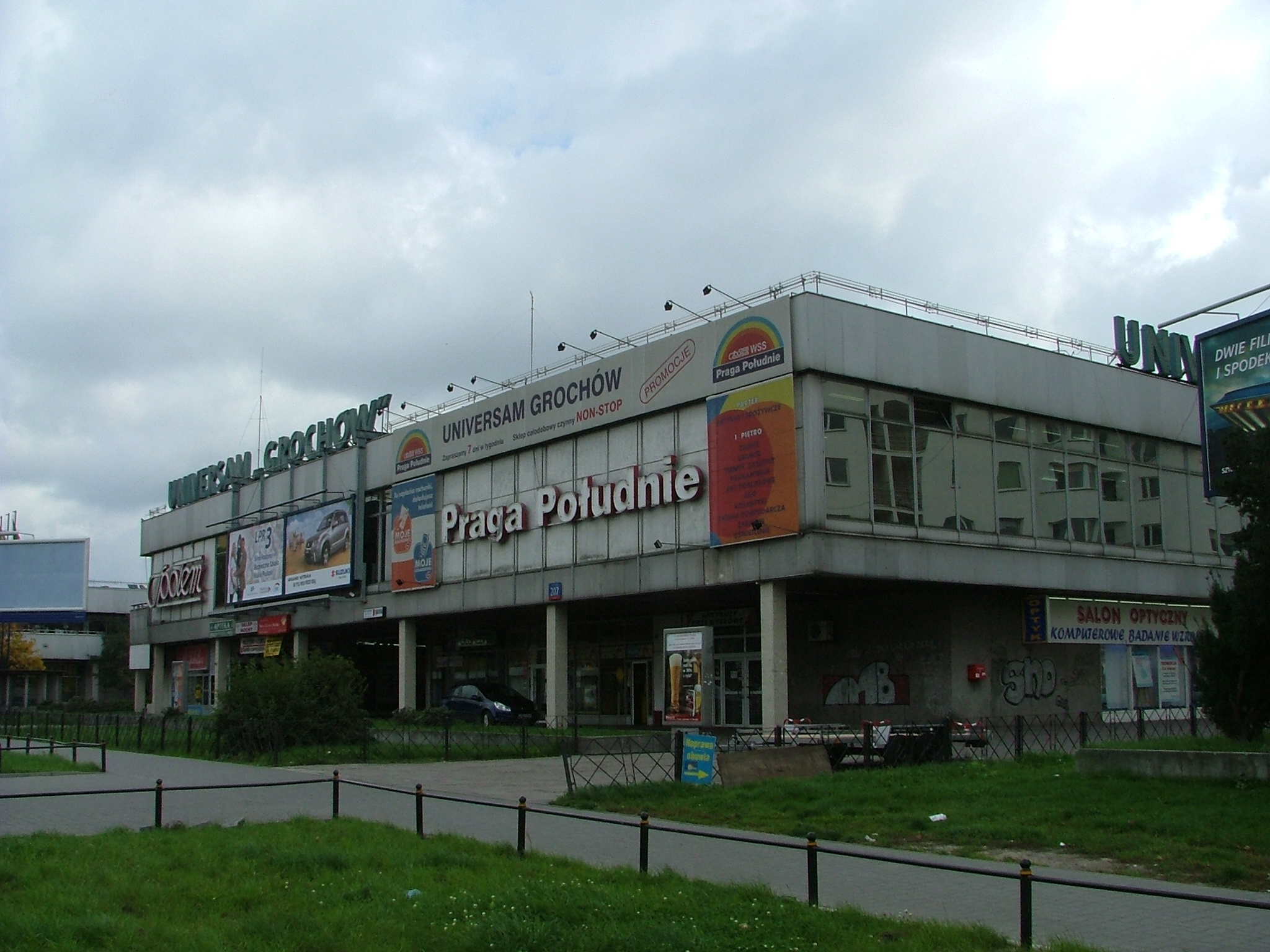
Universam "Grochów", Varsovie, Pologne.
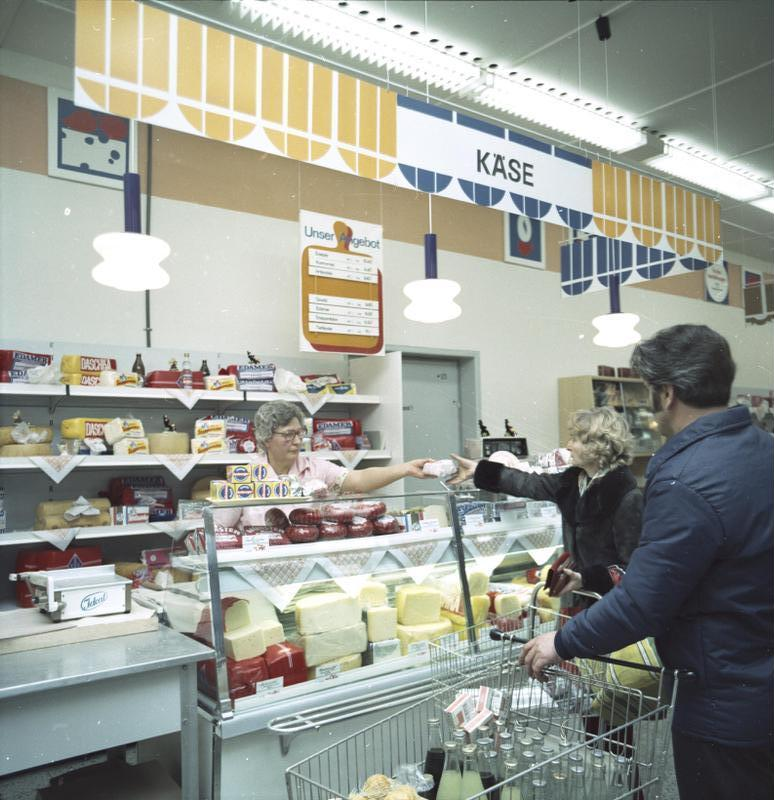
Rayon fromagerie d'une Kaufhalle, Berlin 1976.
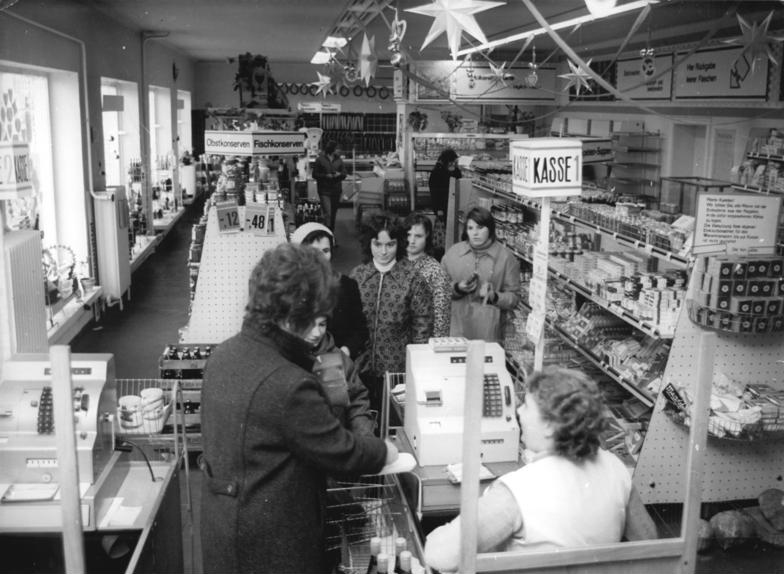
Kaufhalle à Krien, Allemagne, années 1970
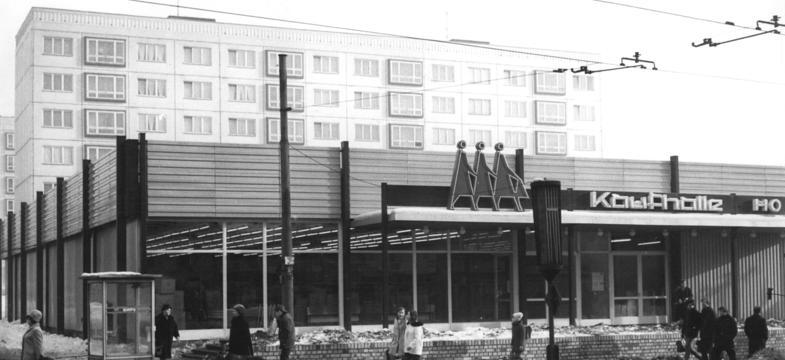
HO-Kaufhalle à Leipzig, 1970
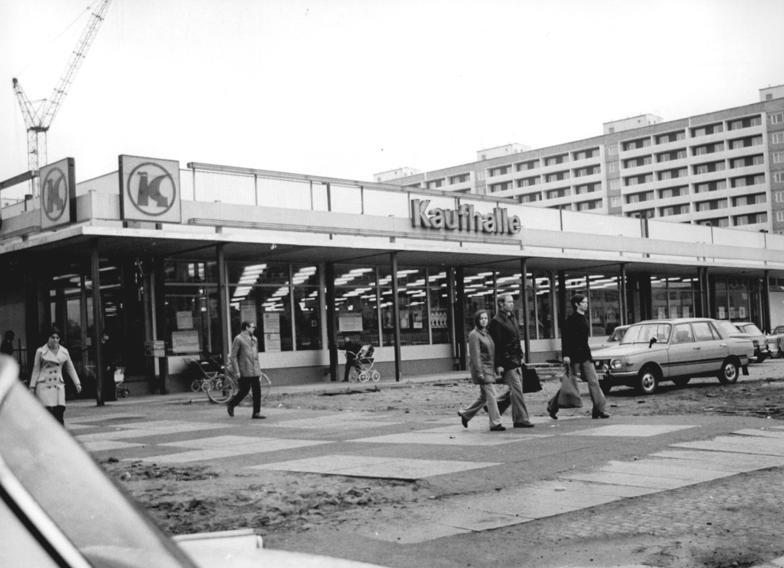
Kaufhalle à Dresde, 1974